# مدیریت جنگل‌های هم‌سن

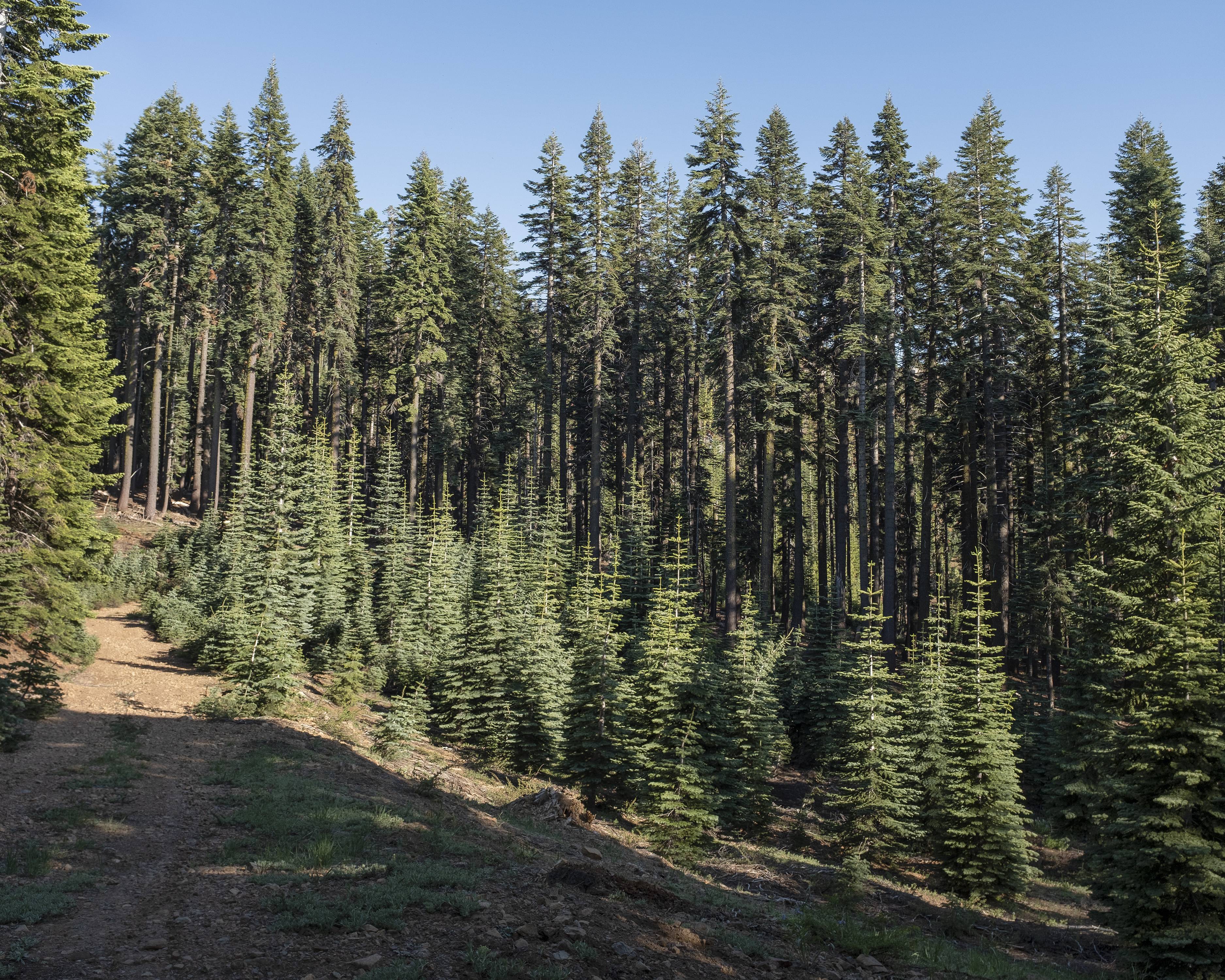
توده‌ای جوان از درختان صنوبر همسال که در منطقه‌ای که قبلاً قطع درختان در کوه‌های سیرا نوادا انجام می‌شد، رشد کرده‌اند و گروهی مسن‌تر در پشت آنها قرار دارند.

مدیریت جنگل‌های هم‌سن، مجموعه‌ای از روش‌های مدیریتی در جنگلداری است که با هدف ایجاد گروهی از درختان جنگلی با سن تقریباً یکسان به کار می‌رود. این شیوهٔ مدیریت اغلب برای کاهش هزینه‌های بهره‌برداری چوب توسط چوب‌برها انجام می‌شود. در برخی موارد، روش‌های مدیریت جنگل‌های هم‌سن با کاهش تنوع زیستی و سایر آسیب‌های زیست‌محیطی در ارتباط هستند. با این حال، این نوع مدیریت می‌تواند در بازسازی توالی طبیعی گونه‌های بومی نیز مفید باشد.

## فرایند
اولین گام در مدیریت جنگل‌های هم‌سن، انتخاب توده‌ای مناسب برای برداشت است. درختان باید از گونه‌ای مطلوب، دارای اندازه‌ای قابل فروش و در منطقه‌ای قابل دسترسی برای تجهیزات برداشت باشند. پس از انتخاب، توده جنگلی برداشت می‌شود (معمولاً با استفاده از ماشین‌آلاتی مانند فِلِر-بانچر، اسکیدر و پروسسور). درختان قابل فروش (یعنی درختانی با تنه‌هایی به اندازه‌ای که قابل فروش به کارخانه چوب‌بری باشند) برداشت و فرآوری می‌شوند، در حالی که درختان غیرقابل فروش (که یا خیلی کوچک‌اند یا از گونه‌ای نامطلوب هستند) یا با ماشین‌آلات خرد می‌شوند یا بریده می‌شوند تا حرکت تجهیزات آسان‌تر شود. این فرایند قطع یکسره نام دارد و نتیجه آن بلوک بریده‌شده خواهد بود.
در این مرحله، شرکت جنگلداری موظف است همان نسبت از گونه‌های درختی که پیش از برداشت وجود داشتند را دوباره بکارد. معمولاً از تکنیک‌های سیلوی‌کالچر (کشت و پرورش هدفمند جنگل) برای اطمینان از بقای گونه‌ها و رشد آن‌ها با نسبت‌های صحیح استفاده می‌شود.
گونه‌های نورپسند مانند سپیدار آمریکایی و نی‌علفزار باتلاقی در شرایط باز حاصل از قطع یکسره به خوبی رشد می‌کنند و می‌توانند گونه‌های سایه‌دوست مانند نوئل کانادایی را کنار بزنند. برای حمایت از رشد گونه‌های سایه‌دوست، معمولاً آماده‌سازی مکانیکی زمین و استفاده از علف‌کش‌ها در ابتدا صورت می‌گیرد. به این ترتیب، گونه‌های سایه‌دوست فرصت رشد اولیه می‌یابند و گونه‌های نورپسند به‌مرور زمان و پس از توقف تیمارهای سیلوی‌کالچر به آن‌ها می‌رسند. نتیجه نهایی، توده‌ای از درختان با سن یکسان و با لایه‌بندی عمودی اندک خواهد بود.

## پیامدهای اقتصادی
مدیریت جنگل‌های هم‌سن در بسیاری از نقاط جهان به‌عنوان سیستم برداشت ترجیحی مورد استفاده قرار می‌گیرد، چرا که اغلب تنها روش اقتصادی قابل اجرا در نظر گرفته می‌شود. عملیات جنگلداری دارای هزینه‌های متغیر بسیار بالایی است – هزینه‌های ساعتی برای ماشین‌آلات برداشت و هزینه‌های هر کیلومتر برای حمل‌ونقل چوب، بخش بزرگی از هزینه کل برداشت یک توده را تشکیل می‌دهند.
بنابراین، شرکت‌ها باید بیشترین بهره‌وری ممکن را از تجهیزات ساعتی خود کسب کنند تا سودآور باشند. در مقابل، تکنیک‌های مدیریت جنگل‌های ناهم‌سن – مانند سیستم پناه‌بُر (shelterwood) که در آن فقط برخی درختان برداشت می‌شوند – دارای همان هزینه‌های ساعتی هستند، اما تعداد درختان کمتری در هر ساعت برداشت می‌شود. این واقعیت توضیح می‌دهد که چرا، برای مثال در کانادا، ۹۰٪ از جنگل‌های برداشت‌شده به‌صورت قطع یکسره و در قالب مدیریت جنگل‌های هم‌سن انجام می‌گیرد.

## ملاحظات حیات وحش
تجزیه و تحلیل اکولوژیکی نشان می‌دهد که حتی مدیریت الوارهای قدیمی نیز می‌تواند نتایج نامطلوبی برای تنوع زیستی و فراوانی حیات وحش داشته باشد. بعضی از گونه‌ها در توزیع ناهموار یا طبیعی درختان جنگلی رشد می‌کنند. برای مثال، بوقلمون وحشی زمانی رشد می‌کند که ارتفاع ناهموار و تنوع تاج پوشش وجود داشته باشد و تعداد آن با مدیریت یکنواخت الوارها کاهش می‌یابد.